# Parang (Sulu)
Parang é um município de  segunda classe de renda municipal (d) na província Sulu, nas Filipinas. De acordo com o censo de 1 de maio  de  2020 possui uma população de 71 495 pessoas e 11 393 domicílios.